# Far Cry Instincts
Far Cry Instincts је пуцачина из првог лица из 2005. године коју је развио и објавио Ubisoft за Xbox. Римејк оригиналне верзије Far Cry-а за Microsoft Windows, Instincts је мање отвореног типа и више линеаран, због смањене процесорске снаге конзоле која спречава потпуни приказ огромних острва и пејзажа Windows верзије. Међутим, Instincts додаје нове режиме за више играча, оружје и „дивље способности“, што се последње одражава у модификованој причи. Такође су планирани портови игре за PlayStation 2 и GameCube, али су на крају отказани. Instincts је добио генерално позитивне критике од критичара.
Наставак, Far Cry Instincts: Evolution, објављен је за Xbox 2006. године. Far Cry Instincts: Predator, компилација Instincts и Evolution за Xbox 360, објављена је заједно са Evolution. Аркадна верзија Instincts-а коју је развио Global VR објављена је 2007. године под називом Paradise Lost.

## Гејмплеј
Будући да је римејк, игра Far Cry: Instincts је идентична PC верзији игре Far Cry. Међутим, због техничких ограничења Xbox-а, игра је линеарнија и не нуди исти ниво слободе. Instincts уводи неколико карактеристика које нису биле присутне у оригиналном Far Cry-у, а најзначајније су „Дивље способности“ и систем замки који омогућава играчу да направи замку тако што ће обмотати шиљату грану дрвета око оближњег лишћа. Када неслутећи NPC прође поред њега, биће убијен. Такође су доступне мине Claymore, које се могу поставити на путањама непријатеља за разорне резултате. Ове замке се могу користити и у мултиплејеру.
Такође постоји уређивач мапа који омогућава играчу да креира сопствене мапе са приступом многим возилима, оружју, зградама и дрвећу, као и могућношћу промене пејзажа. Вода се не може додавати; она је на константној висини и играч може да изабере да ли је вода доступна тако што ће подићи или спустити земљиште. Могу да отпреме мапе и користе их на Xbox Live-у да би играли против пријатеља. Док је Xbox Live за оригинални Xbox угашен 2010. године, Far Cry Instincts се сада може играти онлајн користећи заменске онлајн сервере за Xbox под називом Insignia.